# Jobyna Howland
Jobyna Howland (31 de marzo de 1880 – 7 de junio de 1936) fue una actriz de teatro y cine estadounidense.

## Primeros años
Howland nació el 31 de marzo de 1880 en Indianápolis, Indiana. Sus padres eran Joby Howland, un veterano de la Guerra de Secesión que a los 11 años fue uno de los alistados más jóvenes del conflicto, y su esposa Mary C. Bunting. Recibió la versión femenina del nombre de su padre. Su hermano era el actor Olin Howland. Alta, regia y hermosa, la pelirroja Howland fue una vez modelo de Gibson Girl para el famoso ilustrador Charles Dana Gibson; sin embargo, después de tres sesiones, Gibson nunca quedó satisfecho con sus dibujos de ella, y nunca se utilizaron ni se publicaron.

## Carrera

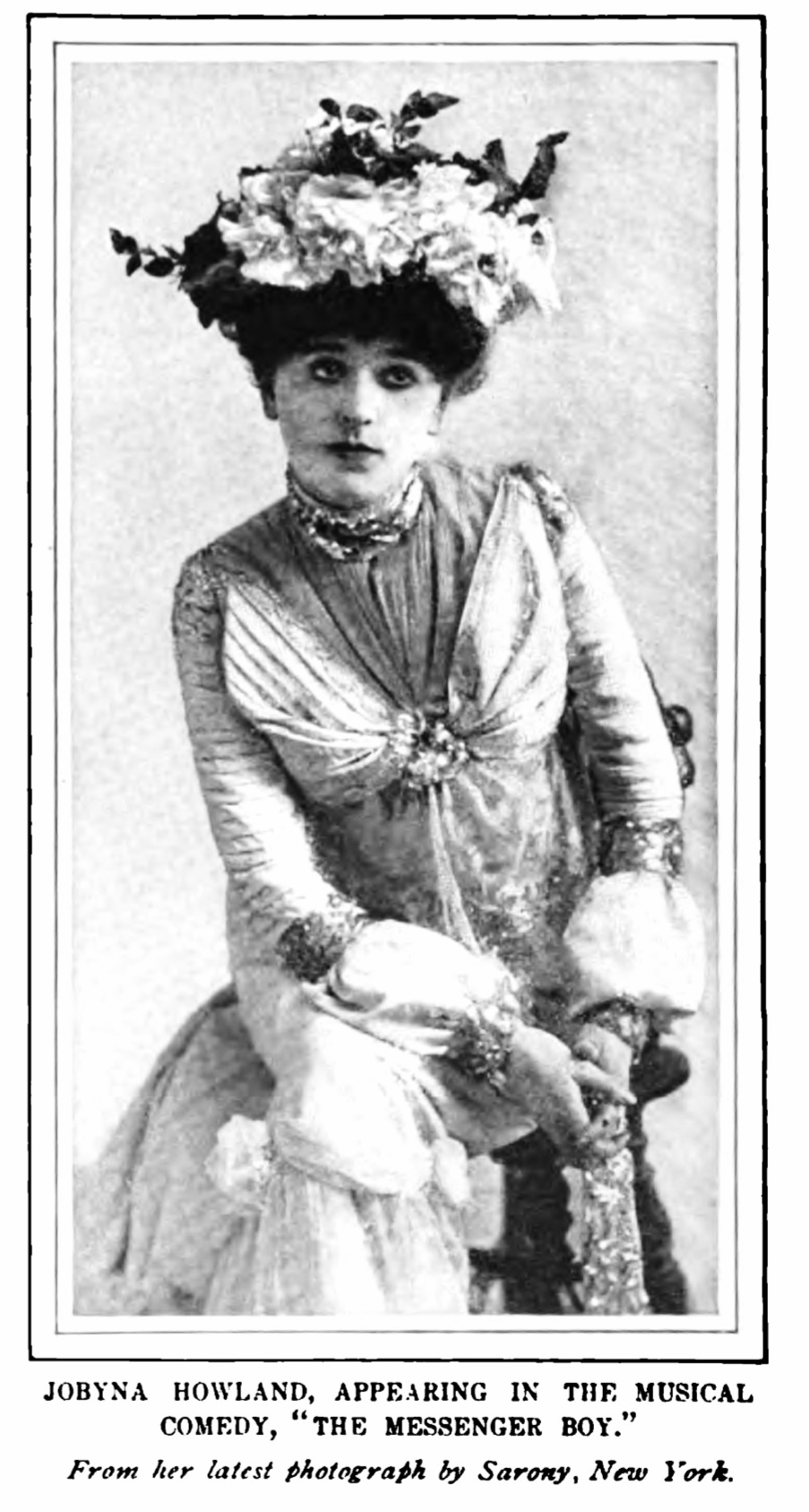
Howland c. 1900

Tras actuar como actriz amateur, Howland abandonó su casa de Denver, Colorado, para buscar trabajo profesional en el teatro. En diciembre de 1897, Howland actuó en A Milk White Flag en el Tacoma Theater de Tacoma, Washington. También actuó en San Francisco. Allí se unió a una compañía dirigida por Clay Clement y se fue de gira con él.
Howland atrajo la atención de un fotógrafo llamado Thors. Sus fotografías de ella se publicaron en el Illustrated American y llamaron la atención de Gibson. Trabajó profesionalmente como modelo artística, empezando a posar una semana después de llegar a Nueva York, y se había convertido en modelo de Gibson antes de que transcurriera un mes.
Hizo su primera aparición en el escenario neoyorquino en 1899 bajo la dirección de Daniel Frohman. Durante su larga carrera teatral, fue aprendiz de todo, desde farsas de salón hasta comedias musicales, y siempre parecía interpretar a la otra mujer, a la amiga de un mejor amigo o a una prima lejana. No alcanzó el estrellato de otras bellas actrices, como Elsie Ferguson, sino que se contentó con interpretar a la simpática y muy necesaria compañera, tan vital en numerosas producciones de Broadway.
Decidió probar suerte en el cine y se mudó a un bungalow de Lloyd Wright (Frank Lloyd Wright, Jr.) en Beverly Hills que mantenía Hernando, un criado navajo al que le gustaba probar el maquillaje de Howland. Apareció en algunas películas mudas, pero este medio no parecía adaptarse a su voz retumbante, directa y distinta. En el cine sonoro, solía interpretar el tipo de papeles que había dominado en el teatro, el de apoyo dominante pero fiable. Sus apariciones en las comedias de Bert Wheeler y Robert Woolsey son algunas de las más conocidas.
Howland debutó en Broadway con el papel de la reina Flavia en Rupert of Hentzau (1899), y su último papel en Broadway fue el de Amy Bellaire en O Evening Star (1936).

## Vida personal y muerte
Howland se casó con Arthur Stringer en 1903, pero el matrimonio no duró y se disolvió en 1914. No tuvo hijos.[cita requerida]
El 7 de junio de 1936, Howland fue hallada muerta a la edad de 56 años en el suelo de la cocina de su casa. La policía atribuyó su muerte a una enfermedad cardiaca. Está enterrada en el Forest Lawn Memorial Park de Glendale, California.

## Filmografía
- Her Only Way (1918)
- The Way of a Woman (1919)
- Second Youth (1924)
- Honey (1930)
- The Cuckoos (1930)
- Dixiana (1930)
- The Virtuous Sin (1930)
- A Lady's Morals (1930)
- Hook, Line and Sinker (1930)
- Stepping Sisters (1932)
- Big City Blues (1932) como Serena Cartlich
- Once in a Lifetime (1932)
- Rockabye (1932)
- Silver Dollar (1932) (sin acreditar)
- Topaze (1933)
- The Cohens and Kellys in Trouble (1933)
- The Story of Temple Drake (1933)
- Meet the Baron (1933) (sin acreditar)
- Ye Olde Saw Mill (1935) (cortometraje)